# روخمباي
وُلدت روخمباي كابنة لكل من جانارذان باندورانج وجايانتيباي في عائلة مراثية. توفي والدها حين كانت في الثانية من عمرها وكانت أمها في السابعة عشر من عمرها. بعد ستة أعوام من وفاة زوجها، تزوجت جايانتيباي من الأرمل والفيزيائي والناشط الاجتماعي في مومباي، الدكتور ساخارام أرجون، وقد سمح بالزواج الثاني في مجتمع السوثار (النجارين) وهي الطائفة التي انتمى لها الزوجان.
بعد عامين ونصف، تزوجت روخمباي البالغة 11 عامًا من داداجي بيكاجي ابن عم زوج أمها البالغ من العمر 19 عامًا. واتُفق على الانحراف عن الأعراف الاجتماعية السائدة، سيقيم داداجي مع عائلة روخمباي في صورو غارجاواي (وهو اسم يطلق على زوج الابنة المقيم مع عائلة زوجته). توقعوا منه أن يحصل على تعليمه في الوقت المناسب وأن يصبح رجلًا صالحًا. بلغت روخمباي بعد ستة أشهر من الزواج، أقيم الطقس التقليدي المعروف باسم جاربادهان، ممهدًا الطريق لشعائر جماع الزواج. ولكن الدكتور ساخارام أرجون، بصفته فيزيائي بارز معروف بميوله الإصلاحية، لم يسمح بحدوث جماع الزواج مبكرًا.
لم يعجب ذلك بيكاجي، البالغ من العمر 20 عامًا وقتها، والذي استاء أيضًا من محاولات عائلة روخمباي لجعله رجلًا صالحًا. إضافة إلى نفوره من التعليم، وإجباره على الالتحاق بالصف السادس في المدرسة وهو في عمر الجامعة أزعجه كثيرًا وقتها، فقد بيكاجي والدته، وعكس نصيحة ساخارام آرجون، اتجه للعيش مع خاله نارايان دورماجي. دفعت البيئة في منزل دورماجي نحو المزيد من الكسل والانفلات في حياة بيكاجي، تراكمت الديون على كاهل بيكاجي الذي أمل أن يسددها باستخدام ملكية عمه للمنزل على النقيض.
ذاكر روخمباي في المنزل اعتمادًا على كتب استعارها مجانًا من مكتبة الكنيسة. وبسبب ارتباط والدها بالإصلاحات الدينية والاقتصادية، أصبحت هي أيضًا على صلة بأسماء بارزة مثل فيشنو شاستري بانديت، المؤيد القوي لقضايا المرأة في الهند الغربية في وقتها، جنبًا إلى جنب مع الرجال والنساء الأوروبيين الذين عرضوها لأفكار الإصلاح الليبرالي. جنبًا إلى جنب مع والدتها، حضرت روخمباي بانتظام الاجتماعات الأسبوعية لمجتمع الصلاة وآريا ماهيلا سماج.
في عمر الثانية عشر، رفضت الانتقال لمنزل دورماجي للعيش مع بيكاجي، وهو القرار الذي دعمه زوج أمها.

## قضية استرداد الحقوق الزوجية بواسطة بيكاجي
في مارس 1884، أرسل بيكاجي ملاحظة قانونية لساخارام أرجون من خلال محامييه ووكر وشالك، يطالبه فيها بأن تكف روخمباي عن تجنب الانضمام إليه. بحث ساخارام عن المساعدة القانونية، وقدمت المبررات القانونية وعن طريق المحاميين بايني جيلبيرت وساياني لرفض روخمباي الانضمام لبيكاجي.
في عام 1885، سميت قضية بيكاجي الراغب في استرداد حقوقه الزوجية باسم «بيكاجي ضد روخمباي، 1885» والتي عرضت للاستماع والقضاء بواسطة القاضي روبيرت هيل بينهي. أقر بينهي بأن السوابق الإنجليزية بخصوص استرداد الحقوق الزوجية لا تنطبق على القضية، إذ إن القانون الإنجليزي يطبق على البالغين الراشدين.
وجد أيضًا خطأ بخصوص قضايا القانون الإنجليزي ولم يجد سوابق مماثلة في القانون الهندي. أوضح أن روخمباي قد تزوجت في طفولتها العاجزة وأنه لا يستطيع إجبار فتاة صغيرة. تقاعد القاضي بينهي بعدها بفترة قليلة.
في 1886، أحيلت القضية إلى محاكمة ثانية. شملت محامي روخمباي جي دي أنفيراريتي حونيور وكاشيناث تريمباك تيلانج. تسببت القضية في الكثير من الانتقادات من قطاعات كبيرة في المجتمع، في بعض الحالات ذكر أن القانون لا يحترم حرمة التقاليد الهندية. جاءت الانتقادات لقرار القاضي بينهي من الآراء الأصولية بواسطة فيشواناث نارايان ماندليك الذي دعم بيكاجي. كتبت الجريدة الأسبوعية التي أديرت بواسطة بالجاناذر تيلاك، الماهراتا، أن القاضي بينهي لم يدرك روح القوانين الهندية وأنه سعى إلى الإصلاحات بطرق عنيفة. في هذا الوقت، ظهرت مجموعة من المقالات قبل وأثناء المحاكمة، في التايمز الهندية بعنوان سيدة هندية سببت تفاعلات عامة. كشف لاحقًا أن الكاتب لم يكن سوى روخمباي. تمحورت المناظرة العامة حول عدد من نقاط الخلاف، القانون الإنجليزي مقابل القانون الهندي، والإصلاح من الداخل مقابل الإصلاح من الخارج، وإذا كانت التقاليد القديمة تستحق التقدير أم لا. عقد أول استئناف ضد القضية في 18 مارس 1886 بواسطة رئيس المحكمة السيد تشارلز سيرجانت والقاضي ل. إتش. بايلي.
في 4 مارس 1887 أمر القاضي فاران، عن طريق تفسيرات القانون الهندي روخمباي بالذهاب للعيش مع زوجها أو مواجهة عقوبة الحبس لستة أشهر. ردت روخمباي بأنها تفضل مواجهة عقوبة الحبس على الخضوع للقرار. نتج عن ذلك المزيد من الثورة والنقاش الاجتماعي. كتب بالجانجادهار تيلاك أن تحدي روخمباي للقرار كان نتيجة للتعليم الإنجليزي وذكر أن الهندوسية في خطر. من جانب آخر، رد ماكس مولر بكتابة أن الطريق القانوني لم يكن الحل الصحيح لمشكلة قضية روخمباي وأن تعليم روخمباي هو ما جعل منها الحاكم الأفضل على قراراتها.

## العمل
تلقت روخمباي الدعم من إعجاب الدكتور إيديث بيشي (ثم عملت في مستشفى الكاما) الذي لم يكتفي بمساعدتها ولكنه ساعدها في جمع الأموال لتعليمها العالي. شمل الداعمون الآخرون لروخمباي شيفاريجاو هولكار الذي تبرع ب 500 روبية من أجل تظاهر روخمباي بالشجاعة في وجه التقاليد. ساعد نشطاء سوفريدج مثل إيفا ماكلارين ووالتر ماكلارين، زوجة الكونت في مؤسسة دوفرين لتقديم المساعدة الطبية لنساء الهند، بالإضافة إلى أديلايدي مانينج والآخرين الذين ساعدوا في جمع الأموال لدعم رغبتها في استكمال التعليم. في 1889، سافرت روخمباي لدراسة الطب في إنجلترا.
في 1894، حصلت على رخصة الطبيب من «مدرسة لندن للطب للسيدات»، ودرست في «المستشفى الملكية الحرة».